# Prim-ministrul Iordaniei
Prim-ministru Iordaniei este șeful guvernului Regatului Hașemit al Iordaniei.
Primul ministru este numit de regele Iordaniei, fiind apoi liber să-și formeze propriul cabinet. Parlamentul Iordaniei aprobă apoi programul noului guvern printr-un vot de încredere. Nu există limite constituționale în ceea ce privește mandatul unui prim-ministru, iar mai mulți prim-miniștri au îndeplinit mai multe mandate care nu sunt consecutive.

## Lista prim-miniștrilor Iordaniei
| Nr.                                             | Portret | Nume (Birth–Death)                                 | Mandat               | Mandat                                        | Mandat                     | Partid politic              | Monarh (Domnie)            |
| Nr.                                             | Portret | Nume (Birth–Death)                                 | Începutul mandatului | Sfârșitul mandatului                          | Timpul petrecut în funcție | Partid politic              | Monarh (Domnie)            |
| ----------------------------------------------- | ------- | -------------------------------------------------- | -------------------- | --------------------------------------------- | -------------------------- | --------------------------- | -------------------------- |
| • Emiratul Transiordaniei (1921–1946) •         |         |                                                    |                      |                                               |                            |                             |                            |
| 1                                               |         | Rashid Tali’a (1877–1926)                          | 11 aprilie 1921      | 5 august 1921                                 | 116 zile                   | Partidul Independenței      | Abdullah (1921–1946)       |
| 2                                               |         | Mazhar Raslan (1886–1948)                          | 15 august 1921       | 10 martie 1922                                | 207 zile                   | Independent                 | Abdullah (1921–1946)       |
| 3                                               |         | Ali Rikabi (1864–1943)                             | 10 martie 1922       | 1 februarie 1923                              | 328 zile                   | militar                     | Abdullah (1921–1946)       |
| (2)                                             |         | Mazhar Raslan (1886–1948) Prim-Ministru interimar  | 1 februarie 1923     | 5 septembrie 1923                             | 203 zile                   | Independent                 | Abdullah (1921–1946)       |
| 4                                               |         | Hasan Abu Al-Huda (1871–1936)                      | 5 septembrie 1923    | 3 martie 1924                                 | 180 zile                   | Independent                 | Abdullah (1921–1946)       |
| (3)                                             |         | Ali Rikabi (1864–1943)                             | 3 martie 1924        | 26 iunie 1926                                 | 2 ani, 114 zile            | militar                     | Abdullah (1921–1946)       |
| (4)                                             |         | Hasan Abu Al-Huda (1871–1936)                      | 26 iunie 1926        | 22 februarie 1931                             | 4 ani, 240 zile            | Independent                 | Abdullah (1921–1946)       |
| 5                                               |         | Abdullah Siraj (1876–1949)                         | 22 februarie 1931    | 18 octombrie 1933                             | 2 ani, 239 zile            | Independent                 | Abdullah (1921–1946)       |
| 6                                               |         | Ibrahim Hashem (1878–1958)                         | 18 octombrie 1933    | 28 septembrie 1938                            | 4 ani, 344 zile            | Independent                 | Abdullah (1921–1946)       |
| 7                                               |         | Tawfik Abu Al-Huda (1894–1956)                     | 28 septembrie 1938   | 15 octombrie 1944                             | 6 ani, 17 zile             | Independent                 | Abdullah (1921–1946)       |
| 8                                               |         | Samir Al-Rifai (1901–1965)                         | 15 octombrie 1944    | 19 mai 1945                                   | 216 zile                   | Independent                 | Abdullah (1921–1946)       |
| (6)                                             |         | Ibrahim Hashem (1878–1958)                         | 19 mai 1945          | 25 mai 1946                                   | 1 an, 6 zile               | Independent                 | Abdullah (1921–1946)       |
| • Regatul Hașemit al Iordaniei (1946–Prezent) • |         |                                                    |                      |                                               |                            |                             |                            |
| (6)                                             |         | Ibrahim Hashem (1878–1958)                         | 25 mai 1946          | 4 februarie 1947                              | 255 zile                   | Independent                 | Abdullah I (1946–1951)     |
| (8)                                             |         | Samir Al-Rifai (1901–1965)                         | 4 februarie 1947     | 28 decembrie 1947                             | 327 zile                   | Independent                 | Abdullah I (1946–1951)     |
| (7)                                             |         | Tawfik Abu Al-Huda (1894–1956)                     | 28 decembrie 1947    | 12 aprilie 1950                               | 2 ani, 106 zile            | Independent                 | Abdullah I (1946–1951)     |
| 9                                               |         | Sa`id Mufti (1898–1989)                            | 12 aprilie 1950      | 4 decembrie 1950                              | 236 zile                   | Independent                 | Abdullah I (1946–1951)     |
| (8)                                             |         | Samir Al-Rifai (1901–1965)                         | 4 decembrie 1950     | 25 iulie 1951                                 | 233 zile                   | Independent                 | Abdullah I (1946–1951)     |
| (7)                                             |         | Tawfik Abu Al-Huda (1894–1956)                     | 25 iulie 1951        | 5 mai 1953                                    | 1 an, 283 zile             | Independent                 | Talal (1951–1952)          |
| 10                                              |         | Fawzi Mulki (1910–1962)                            | 5 mai 1953           | 4 mai 1954                                    | 364 zile                   | Independent                 | Hussein (1952–1999)        |
| (7)                                             |         | Tawfik Abu Al-Huda (1894–1956)                     | 4 mai 1954           | 30 mai 1955                                   | 1 an, 26 zile              | Independent                 | Hussein (1952–1999)        |
| (9)                                             |         | Sa`id Mufti (1898–1989)                            | 30 mai 1955          | 15 decembrie 1955                             | 199 zile                   | Independent                 | Hussein (1952–1999)        |
| 11                                              |         | Hazza' Majali (1917–1960)                          | 15 decembrie 1955    | 21 decembrie 1955                             | 6 zile                     | Independent                 | Hussein (1952–1999)        |
| (6)                                             |         | Ibrahim Hashem (1878–1958) Prim-ministru interimar | 21 decembrie 1955    | 8 ianuarie 1956                               | 18 zile                    | Independent                 | Hussein (1952–1999)        |
| (8)                                             |         | Samir Rifai (1901–1965)                            | 8 ianuarie 1956      | 22 mai 1956                                   | 135 zile                   | Independent                 | Hussein (1952–1999)        |
| (9)                                             |         | Sa`id Mufti (1898–1989)                            | 22 mai 1956          | 1 iulie 1956                                  | 40 zile                    | Independent                 | Hussein (1952–1999)        |
| (6)                                             |         | Ibrahim Hashem (1878–1958)                         | 1 iulie 1956         | 29 octombrie 1956                             | 120 zile                   | Independent                 | Hussein (1952–1999)        |
| 12                                              |         | Suleiman Nabulsi (1908–1976)                       | 29 octombrie 1956    | 13 aprilie 1957                               | 166 zile                   | Partidul Național Socialist | Hussein (1952–1999)        |
| 13                                              |         | Hussein Khalidi (1895–1966)                        | 15 aprilie 1957      | 24 aprilie 1957                               | 9 zile                     | Independent                 | Hussein (1952–1999)        |
| (6)                                             |         | Ibrahim Hashem (1878–1958)                         | 24 aprilie 1957      | 18 mai 1958                                   | 1 an, 24 zile              | Independent                 | Hussein (1952–1999)        |
| (8)                                             |         | Samir Al-Rifai (1901–1965)                         | 18 mai 1958          | 6 mai 1959                                    | 353 zile                   | Independent                 | Hussein (1952–1999)        |
| (11)                                            |         | Hazza' Majali (1917–1960)                          | 6 mai 1959           | 29 august 1960 (asasinat)                     | 1 an, 114 zile             | Independent                 | Hussein (1952–1999)        |
| 14                                              |         | Bahjat Talhouni 1913–1994                          | 29 august 1960       | 28 ianuarie 1962                              | 1 an, 151 zile             | Independent                 | Hussein (1952–1999)        |
| 15                                              |         | Wasfi Tal (1919–1971)                              | 28 ianuarie 1962     | 27 martie 1963                                | 1 an, 57 zile              | Independent                 | Hussein (1952–1999)        |
| (8)                                             |         | Samir Al-Rifai (1901–1965)                         | 27 martie 1963       | 21 aprilie 1963                               | 25 zile                    | Independent                 | Hussein (1952–1999)        |
| 16                                              |         | Hussein ibn Nasser (1902–1982)                     | 21 aprilie 1963      | 6 iulie 1964                                  | 1 an, 75 zile              | Independent                 | Hussein (1952–1999)        |
| (14)                                            |         | Bahjat Talhouni (1913–1994)                        | 6 iulie 1964         | 14 februarie 1965                             | 223 zile                   | Independent                 | Hussein (1952–1999)        |
| (15)                                            |         | Wasfi Tal (1919–1971)                              | 14 februarie 1965    | 4 martie 1967                                 | 2 ani, 18 zile             | Independent                 | Hussein (1952–1999)        |
| (16)                                            |         | Hussein ibn Nasser (1902–1982)                     | 4 martie 1967        | 23 aprilie 1967                               | 50 zile                    | Independent                 | Hussein (1952–1999)        |
| 17                                              |         | Saad Jumaa (1916–1979)                             | 23 aprilie 1967      | 7 octombrie 1967                              | 167 zile                   | Independent                 | Hussein (1952–1999)        |
| (14)                                            |         | Bahjat Talhouni (1913–1994)                        | 7 octombrie 1967     | 24 martie 1969                                | 1 an, 169 zile             | Independent                 | Hussein (1952–1999)        |
| 18                                              |         | Abdelmunim Rifai (1917–1985)                       | 24 martie 1969       | 13 august 1969                                | 142 zile                   | Independent                 | Hussein (1952–1999)        |
| (14)                                            |         | Bahjat Talhouni (1913–1994)                        | 13 august 1969       | 27 iunie 1970                                 | 318 zile                   | Independent                 | Hussein (1952–1999)        |
| (18)                                            |         | Abdelmunim Rifai (1917–1985)                       | 27 iunie 1970        | 16 septembrie 1970                            | 81 zile                    | Independent                 | Hussein (1952–1999)        |
| 19                                              |         | Mohammad Al-Abbasi (1914–1972)                     | 16 septembrie 1970   | 26 septembrie 1970                            | 10 zile                    | Independent                 | Hussein (1952–1999)        |
| 20                                              |         | Ahmad Toukan (1903–1981)                           | 26 septembrie 1970   | 28 octombrie 1970                             | 32 zile                    | Independent                 | Hussein (1952–1999)        |
| (15)                                            |         | Wasfi Tal (1919–1971)                              | 28 octombrie 1970    | 28 noiembrie 1971 (asasinat)                  | 1 an, 30 zile              | Independent                 | Hussein (1952–1999)        |
| 21                                              |         | Ahmad Lozi (1925–2014)                             | 29 noiembrie 1971    | 26 mai 1973                                   | 1 an, 179 zile             | Independent                 | Hussein (1952–1999)        |
| 22                                              |         | Zaid Al-Rifai (1936–)                              | 26 mai 1973          | 13 iulie 1976                                 | 3 ani, 47 zile             | Independent                 | Hussein (1952–1999)        |
| 23                                              |         | Mudar Badran (1934–)                               | 13 iulie 1976        | 19 decembrie 1979                             | 3 ani, 158 zile            | Independent                 | Hussein (1952–1999)        |
| 24                                              |         | Abdelhamid Sharaf (1939–1980)                      | 19 decembrie 1979    | 3 iulie 1980 (a decedat în timpul mandatului) | 197 zile                   | Independent                 | Hussein (1952–1999)        |
| 25                                              |         | Kassim Rimawi (1918–1982)                          | 3 iulie 1980         | 28 august 1980                                | 56 zile                    | Independent                 | Hussein (1952–1999)        |
| (23)                                            |         | Mudar Badran (1934–)                               | 28 august 1980       | 10 ianuarie 1984                              | 3 ani, 134 zile            | Independent                 | Hussein (1952–1999)        |
| 26                                              |         | Ahmad Obeidat (1938–)                              | 10 ianuarie 1984     | 4 aprilie 1985                                | 1 an, 85 zile              | Independent                 | Hussein (1952–1999)        |
| (22)                                            |         | Zaid Rifai (1936–)                                 | 4 aprilie 1985       | 27 aprilie 1989                               | 4 ani, 23 zile             | Independent                 | Hussein (1952–1999)        |
| 27                                              |         | Zaid ibn Shaker (1934–2002)                        | 27 aprilie 1989      | 4 decembrie 1989                              | 221 zile                   | Independent                 | Hussein (1952–1999)        |
| (23)                                            |         | Mudar Badran (1934–)                               | 4 decembrie 1989     | 19 iunie 1991                                 | 1 an, 197 zile             | Independent                 | Hussein (1952–1999)        |
| 28                                              |         | Taher Masri (1942–)                                | 19 iunie 1991        | 21 noiembrie 1991                             | 155 zile                   | Independent                 | Hussein (1952–1999)        |
| (27)                                            |         | Zaid ibn Shaker (1934–2002)                        | 21 noiembrie 1991    | 29 mai 1993                                   | 1 an, 190 zile             | Independent                 | Hussein (1952–1999)        |
| 29                                              |         | Abdelsalam Majali (1925–)                          | 29 mai 1993          | 7 ianuarie 1995                               | 1 an, 222 zile             | Independent                 | Hussein (1952–1999)        |
| (27)                                            |         | Zaid ibn Shaker (1934–2002)                        | 7 ianuarie 1995      | 4 februarie 1996                              | 1 an, 28 zile              | Independent                 | Hussein (1952–1999)        |
| 30                                              |         | Abdul Karim Kabariti (1949–)                       | 4 februarie 1996     | 9 martie 1997                                 | 1 an, 35 zile              | Independent                 | Hussein (1952–1999)        |
| (29)                                            |         | Abdelsalam Majali (1925–)                          | 9 martie 1997        | 20 august 1998                                | 1 an, 163 zile             | Independent                 | Hussein (1952–1999)        |
| 31                                              |         | Fayez Tarawneh (1949–2021)                         | 20 august 1998       | 4 martie 1999                                 | 196 zile                   | Independent                 | Hussein (1952–1999)        |
| 32                                              |         | Abdelraouf Rawabdeh (1939–)                        | 4 martie 1999        | 19 iunie 2000                                 | 1 an, 106 zile             | Independent                 | Abdullah al II-lea (1999–) |
| 33                                              |         | Ali Abu Al-Ragheb (1946–)                          | 19 iunie 2000        | 25 octombrie 2003                             | 3 ani, 127 zile            | Independent                 | Abdullah al II-lea (1999–) |
| 34                                              |         | Faisal Fayez (1952–)                               | 25 octombrie 2003    | 6 aprilie 2005                                | 1 an, 164 zile             | Independent                 | Abdullah al II-lea (1999–) |
| 35                                              |         | Adnan Badran (1935–)                               | 6 aprilie 2005       | 27 noiembrie 2005                             | 235 zile                   | Independent                 | Abdullah al II-lea (1999–) |
| 36                                              |         | Marouf Bakhit (1947–)                              | 27 noiembrie 2005    | 25 noiembrie 2007                             | 1 an, 363 zile             | Independent                 | Abdullah al II-lea (1999–) |
| 37                                              |         | Nader Dahabi (1946–)                               | 25 noiembrie 2007    | 14 decembrie 2009                             | 2 ani, 19 zile             | Independent                 | Abdullah al II-lea (1999–) |
| 38                                              |         | Samir Rifai (1966–)                                | 14 decembrie 2009    | 9 februarie 2011                              | 1 an, 56 zile              | Independent                 | Abdullah al II-lea (1999–) |
| (36)                                            |         | Marouf Bakhit (1947–)                              | 9 februarie 2011     | 24 octombrie 2011                             | 257 zile                   | Independent                 | Abdullah al II-lea (1999–) |
| 39                                              |         | Awn Khasawneh (1950–)                              | 24 octombrie 2011    | 2 mai 2012                                    | 191 zile                   | Independent                 | Abdullah al II-lea (1999–) |
| (31)                                            |         | Fayez Tarawneh (1949–2021)                         | 2 mai 2012           | 11 octombrie 2012                             | 162 zile                   | Independent                 | Abdullah al II-lea (1999–) |
| 40                                              |         | Abdullah Ensour (1939–)                            | 11 octombrie 2012    | 1 iunie 2016                                  | 3 ani, 234 zile            | Independent                 | Abdullah al II-lea (1999–) |
| 41                                              |         | Hani Mulki (1951–)                                 | 1 iunie 2016         | 14 iunie 2018                                 | 2 ani, 13 zile             | Independent                 | Abdullah al II-lea (1999–) |
| 42                                              |         | Omar Razzaz (1961–)                                | 14 iunie 2018        | 12 octombrie 2020                             | 2 ani, 120 zile            | Independent                 | Abdullah al II-lea (1999–) |
| 43                                              |         | Bisher Al-Khasawneh (1969–)                        | 12 octombrie 2020    | 15 september 2024                             | 3 ani, 339 zile            | Independent                 | Abdullah al II-lea (1999–) |
| 44                                              |         | Jafar Hassan (1968–)                               | 15 septembrie 2024   | în funcție                                    | 192 zile                   | Independent                 | Abdullah al II-lea (1999–) |